# Leucopogon glabellus
Leucopogon glabellus är en ljungväxtart som beskrevs av Robert Brown. Leucopogon glabellus ingår i släktet Leucopogon och familjen ljungväxter. Inga underarter finns listade i Catalogue of Life.